# Torneo WTA de Shenzhen 2016
El Shenzhen Gemdale Open 2016 fue un evento de tenis WTA International en la femenina. Se disputó en Shenzhen (China), en cancha dura al aire libre, haciendo parte de un par de eventos que hacen de antesala al Abierto de Australia 2016, entre el 2 de enero y el 9 de enero de 2016 en los cuadros femeninos de singles y dobles, pero la etapa de clasificación se disputó desde el 1 de enero.

## Cabezas de serie

### Individuales femeninos
| Tenista             | Ranking | Preclasificada |
| Agnieszka Radwańska | 5       | 1              |
| Petra Kvitová       | 6       | 2              |
| Irina-Camelia Begu  | 31      | 3              |
| Monica Niculescu    | 39      | 4              |
| Johanna Konta       | 48      | 4              |
| Eugenie Bouchard    | 49      | 6              |
| Zarina Diyas        | 52      | 7              |
| Annika Beck         | 58      | 8              |

- Ranking del 28 de noviembre de 2015

### Dobles femeninos
| Tenista                              | Ranking | Preclasificada |
| Xu Yifan Zheng Saisai                | 88      | 1              |
| Chuang Chia-jung Oksana Kalashnikova | 113     | 2              |
| Vera Dushevina Kateřina Siniaková    | 147     | 3              |
| Çağla Büyükakçay Aleksandra Krunić   | 210     | 4              |

## Campeonas

### Individuales femeninos
Agnieszka Radwańska venció a  Alison Riske por 6-3, 6-2

### Dobles femenino
Vania King /  Monica Niculescu vencieron a  Xu Yifan /  Saisai Zheng por 6-1, 6-4